# Camponotus humeralis
Camponotus humeralis är en myrart som beskrevs av Carlo Emery 1920. Camponotus humeralis ingår i släktet hästmyror, och familjen myror. Inga underarter finns listade.